# Mário de Noronha
Mário de Lopez da Vasa César Alves de Noronha (Lapa, 1885. január 15. – São Sebastião da Pedreira, 1973. július 9.) olimpiai bronzérmes portugál párbajtőrvívó.